# Révay József (filozófus)
Gróf szklabinyai és blatnicai Révay József (Tajna, 1902. október 20. – Gyömrő, 1945. április 19.) filozófus, egyetemi tanár, festő, válogatott jégkorongozó, olimpikon.

## Családja
Édesapja gróf szklabinyai és blatnicai Révay Simon (1865–1928) a magyarországi főrendiház örökös tagja.
Apai nagyszülei:
– Báró szklabinyai és blatnicai Révay Simon (1820–1880) Turóc vármegye örökös főispánja. Turóc vármegye főispánjaként részt vett a turócszentmártoni szlovák nagygyűlésen (1861. június 6–7.) Támogatta a június 7-én megfogalmazott és elfogadott Szlovák Nemzet Memoranduma politikai programot, a szlovákság autonómiakövetelését.
– Tajnai és tiszahegyesi Tajnay Ilona (1823–1912), akinek családja (Tajnay család) a magyarországi reformkorban a bánsági Tiszahegyes és Szaján híres gazdaságának birtokosa; az édesapja, ifj. Tajnay János Csongrád vármegye főispánhelyettese (alispán), Bars vármegye főispánja.
Édesanyja gróf szapári, muraszombati és szécsiszigeti Szapáry Ilma (1872–1947)
Anyai nagyszülei:
– Gróf szapári, muraszombati és szécsiszigeti Szapáry Gyula (1832–1905) Heves vármegye főispánja, Magyarország miniszterelnöke
– Gróf tolnai Festetics Karolina (1838–1919)
Testvérei:
Révay István, gróf (1899–1989) – történész, demográfus, politikus, újságíró,
Révay János, gróf (1900–1953) – diplomás mezőgazdász.
A Révay család birtokainak központja Kisselmecen (Turčianska Štiavnička) volt. Kastélyt építtettek a faluban és ott található a család temetkezési kápolnája is. Tajna (Nagy-Tajna), a Tajnay család ősi lakóhelye. A Tajnay János által 1840-ben építtetett klasszicista kastély és a 10 hektáros park Révay József apai nagyanyjának birtokaként került a Révay család tulajdonába. Révay József szülei, legkisebb fiuk születése idején is, Tajnán (ma Tajnasári, szlovákul Tajná) éltek, és 1945-ig a család lakott a kastélyban. Révay József édesapját 1928-ban Tajnán, a családi kriptába temették el.
Tajna: „A Tajnayak fiága Jánosban kihalván, leánya Ilona báró Révay Simon felesége lett s így női ágon való örökösödés útján, a báró Révay családp birtokába került; most báró Révay Simon bírja... Szép kastélya, melyet Tajnay János 1840 körül építtetett, állandó lakhelye, hol ő és neje, Szapáry Ilma grófnő igazi magyar főuri házat visz.” 
Az I. bécsi döntés következtében (1938) Tajna visszatért, és a második világháború végéig Magyarországhoz tartozott.

## Neveltetése és a tanulmányai
Gyermekkorában „…az őszt és a telet, szüleivel együtt, általában Pesten töltötte, s a nyarat vagy egyrészt Tajnán, esetleg nagybátyjánál a Turóc megyei Kisselmecen, a család birtokán.” 
Érsekújvárt érettségizett (1920). A gimnáziumi 7. és 8 osztályos vizsgákra, valamint az érettségire házitanítójával, Várkonyi Nándorral, készült fel (1918/1919).
„… magas, nyurga fiú, vékony nyakú, vékony hangú, arcvonásai alakulóban, szeme nyílt, tekintete élénk, figyelmes, sőt kutató, de bíráló is, viszont kevés szavú, észrevételeit visszatartja, iróniáját halvány s nyomban elfojtott mosollyal leplezi, ám ha nyilvánvaló hibán ér, vagy ellentmondásra lát okot, véleményét hatásosan, olykor csattanósan kivág(ja), közbeszólás formájában, mint aki megszokta, hogy felnőttek közt is van szava. Esze éles, felfogása gyors, magyarázatra nem igen szorul, kitapasztalta a tanulás technikáját: ha akadozom, vagy nem találom a gondolatomat, segít. Ilyenek az első napok benyomásai… minden érdekli, a tananyagon túlmenően honorálja az egyéni nézeteket, saját véleménye ellenében is, és mindenekfölött élvezi és méltányolja a szellemességet, a gyors és ötletes eszmeváltást. Valószínű, nemigen forgott magaszőrűek közt… sportszerető, festegető, ismeretvágyó ifjú… Főként… szerette a társalgást, a kóborlást erdőn-hegyen.” 
„Beiratkozott a bölcsészetre, de hamar otthagyta. Nagy lendülettel űzte sportjait, fő becsvágya azonban a festés volt… Egyelőre mester nélkül képezte magát, később Feiks Jenő iskolájába iratkozott. Gyorsan fejlődő tehetsége, művészi látása talán Cezanne-hoz állt legközelebb; biztos szemmel és kézzel egyszerűsítette, »összegezte« a színeket, a formákat. Különösnek hangzik: festői modora egybehangzott filozófiai hajlamaival, önkifejező képessége is ezt a modort tükrözte. Végül is filozófiai képességei kerekedtek felül.” 
1925-ben rövid párizsi tartózkodása alatt a francia főváros múzeumait járta. Erről az útjáról írta: „Aktív művészkedésem abban állott, hogy másfél hétig bejártam az »Académie Julien« vegyes (férfi és női) osztályába.” 
1925 nyarán a mohácsi művésztelepen dolgozott.
Ismételten párizsi utat tervezett. Festészetet kívánt tanulni. Ezt a tervét azonban nem valósította meg.
Egy csendéletfestményét kiállította az 1929-es Nagy Tavaszi Szalon tárlatán.
A Pázmány Péter Tudományegyetemen – egyetemi hallgatóként – filozófiát, esztétikát, pedagógiát tanult (1932–1936).

## Tudományos munkássága
Elkezdett publikálni a Századunk folyóiratba (1931).
Filozófiatudományokból doktorátust szerzett a Pázmány Péter Tudományegyetemen (1936), és díjazatlan tanársegéd lett a Filozófia Tanszéken (1937).
Az erkölcsfilozófiai tárgykörből történő magántanári habilitációját (1940) követően előadásokat tartott az etikáról, az érték és valóság viszonyáról, a kantizmusról a Pázmány Péter Tudományegyetem (1941–1944).
„Filozófia: tartózkodás, csodálkozás, bizonytalankodás, kétely. Professzorság: nagyképűség, minden friss szellemi sarjadás letörése, látszólagos »biztos talaj« nyújtása a következő diplomás generációnak. A társadalom bürokratizálása, biztosítása frissesség, szellem, élet, szépség ellen. Nem »diagógé«, de »banausia«.” 
„… Őszintén megvallom, előadói tehetségem igen mérsékelt, s így az előadásokkal kapcsolatban nem sok az örömem. Érdekesebb azok elkészítése.” 
Magyar Filozófiai Társaság másodtitkára (1936), titkára (1939–1945), és a Társaság folyóiratának, az Athenaeumnak szerkesztője (1940–1944) volt.
Bölcseletében ismeretelméleti kérdésekkel, filozófiai erkölcstannal, érték- és személyiségetikával foglalkozott. Elvetette Hegel dialektikáját.
Gondolkodását végig jellemezte az antinómikus szemlélet, amely előbb ismeretelméletében, utóbb etikájában ugyancsak kifejeződésre jutott. Az antinómiák filozófusa volt. Antinómiákat ismert fel az életben, ezért a filozófiában is. – Fő filozófiai munkájában (Erkölcs dialektikája. 1940) arra a kérdésre kereste a választ: vállalhatja-e a filozófia a végső etikai igazságok felkutatásának feladatát, vagy be kell érnie a problémák megvilágításával és megértésével. Gondolkodása egymásnak ellentmondó tételek tragikus feszültségében mozgott. Szenvedélyesen kereste az antinómiákat feloldó szintézist. A paradoxonokig fokozott ellentmondásokon való túllépést gondolati megalkuvásnak, olcsó megoldásnak tekintette. Egyik legutolsó írásában jutott el – a filozófus feladataként megfogalmazva – a szintézis lehetőségének gondolatához. Új történetfilozófiai gondolata szerint immár – a tézis és antitézis fölött – lehetséges a szintézis, a részleges igazságok felett ott ragyoghat maga az igazság. Az antinómiák föloldásának egyik útja tehát a történelem, a történelemben megteremtődő diszkurzus.
„… minden, elvi szinten jelentkező moralizmusban – az egymással történeti harcban állókban is – feltehető magának a moralitásnak valami igazi, valódi magva. Nincs abban semmi lehetetlen, hogy olyan világnézetek részesednek egyként részlegesen, az erkölcs egyetemes eszményében, amelyek egy adott történelmi szituáció esetlegességei egymással élesen szembeállítanak. S ha így van, akkor eleve elítélnünk egyiket sem szabad és – ami ugyanaz – nem lehet magunkat maradéktalanul és feltétel nélkül egyik mellé sem lekötni. Legkevésbé illenék az ilyen egyoldalúság és részrehajlás a „filozófushoz” a bölcsesség és igazság elkötelezettjéhez. A filozófusattitűd magától adódik: az egyes moralizmusoknak és immoralizmusoknak az erkölcshöz való igazi vonatkozásait igyekezzék feltárni. Nem a visszájukat kell – rosszindulatú és sunyi tekintettel – kutatni, hanem a bennük rejlő ideális lehetőségeket. Ez a magatartás, ti. a különböző moralizmusokban elzárt egészséges magvak tisztogatása, kifejtése, kibontása az igazi szókratészi Τεχνη Μαιευτικη. Ez a bábamesterség lehet éppen a filozófus hozzájárulása a konfliktus megoldásához. Szerény és csendes munka, a kibontakozás szempontjából mégis a legtöbbet jelenheti. Az ellenséges álláspontokat egyenként a bennük foglalt igazságra visszavezetni ugyanis egyúttal annyit jelent, mint azokat egymással megbékéltetni. Mert ami bennük helytálló, közös is bennük: maga az igazság, maga az erkölcs. „ Az ébrenlévőknek egy és közös a világuk” – mondja Hérakleitosz –, továbbá „közös java mindenkinek a gondolkodás”, és ezért „ahhoz kell igazodni, ami közös.” Aki az antitéziseket filozófiai kezelésbe veszi: a szintézist készíti elő, a közöst, az egyetemest, az igazságot és a kibontakozást szolgálja.” 
Foglalkozott pszichológiával, kutatta a módszeres emberismeret tudományos–diszkurzív illetve intuitív módjait. Írt a munka és a szórakozás lélektanáról.
„…az emberismeretnek tulajdonképpen egymástól határozottan elkülönülő két módja van. Egyik a tudományos, diszkurzív emberismeret, a másik a tudomány előtti, inkább művészi jellegű, intuitív emberismeret
...a diszkurzív emberismeret megállapításai és eredményei: lerögzíthetők, kifejezhetők, közölhetők: az intuíció eredménye azonban tulajdonképpen „ineffabilis”, csak művészeti hasonlatokkal, képletes kifejezésekkel közelíthető meg...
Az intuíciót… az élmény melege tartja ébren. Az intuíció eredményét formális, mechanikus, gépies – a matematikaiakra emlékeztető – műveletek anyagává racionalizálni lehetetlen. Intuíció esetében a prognosztikus eljárásnak magának is. amennyiben egyáltalán lehetséges, életszerűnek, élményszerűnek, irracionálisnak kell lennie. Mindazonáltal gyakorlatilag nagy jelentőségű prognózisra itt is adódhatik valamilyen lehetőség.
Az emberi tartalom közvetlen szemlélésének más és mélyebb a hivatása. Az intuíció az, ami az ember érdeklődését az embertársa felé fordítja, az embert érzékennyé teszi az egyéniség mélyén rejlő végső emberi értékesség irányában – ami az embert együttérzésre képesíti. Elsősorban arra való, hogy az embernek emberhez való közeledését lehetővé tegye, őt rideg magányosságából kiemelje, érző, erotikus, etikus, szociábilis lénnyé formálja; egész egzisztenciáját ekként aláfesse, benne egy bizonyos humánumot kibontakoztasson; emberségét megalapozza, mégpedig nemcsak valami felületes módon, hanem az érzelmek és ösztönök mélyrétegében… az intuíció olyan élmény, amely mélyen és szervesen belegyökerezik egész lényünkbe. És ennél még fontosabb, hogy a szemlélt személyről olyasmit is elárul, ami a diagnózisban rejtve marad.
… az egyéniségben valóban van valami nem racionalizálható, lényeges, végső tárgyi adat, amelyet mindenféle diszkurzió hiába ostromol. Ezt a végső adatot, amit tetszés szerint nevezhetünk akár „léleknek”, akár „lényegnek”, akár „egyéniségnek”, akár „személyiségnek”, akár „jellemnek” stb., éppen csak az intuícióban ragadhatjuk meg. Ezt a valamit telibe találni, az egyéniségre és a totalitásra rátapintani, csak az intuíció képes. Ezért van az, hogy a diagnózis, a diszkurzió az intuíciót sosem pótolhatja… Az intuíciónak a diszkurzióval szemben az az előnye, hogy élő látomás, amely tárgyának a velejéig hatol. A szemlélő az intuícióban szinte egyesül a szemlélettel, s azt mintegy belülről, a maga teljességében és életszerűségében tekinti át.” 
Jelentős, a napi politikai probléma szociológiai-kultúrfilozófiai megvilágítására vállalkozó írása a nemzeti kisebbség kérdéséről. A falukutató mozgalom tagjaival egyidőben írt történet-szociográfiai munkái ma is különös figyelmet érdemelnek (Úri község paraszti társadalma; Tajna kisnemessége ). A falukutató-népiírók véleményétől és elképzeléseitől különböző, a népi ideológia romantikus változatával polemizáló írásaiban, könyvében érvelése szerint a kisnemesség, a nagybirtokos nemesség és a jobbágyság között helyet foglaló társadalmi réteg, évszázadokon át szabadságot élvezett ugyan, mégis a „nép” részének tekinthető. Jogaik a nagybirtokosokhoz kötötték, életmódjuk azonban a jobbágyokkal rokonította őket. A kisnemesek képviselőinek mindennapi élete paraszti munkával és paraszti gondok között telt el. A kisnemesség és jobbágyság nem szigorúan elhatárolt, hanem kölcsönösen átjárható társadalmi csoport volt. Paraszti–jobbágyi éltet élni, parasztnak lenni tehát – a népiek ideologikus víziójától eltérően – nem mindenütt és nem mindig jelentett egyformán reménytelenül kiszolgáltatott és embertelenül mostoha sorsot.
„ Az emberi alkotások, berendezkedések és intézmények mindig végesek, egyik sem tarthat örökké, csak az isteni törvény örök.
Ezzel koránt sem akarjuk azt mondani, hogy az új eszméket és áramlatokat mindig minden körülmények között sietve magunkévá kell tennünk. Csak azt akarjuk megállapítani, hogy amely nép helyt akar állni a történet sodrában, annak tisztában kell lennie a maga gazdasági, politikai helyzetével. Csak úgy léphet a helyes fejlődés útjára, hogyha állandóan halad, tanul, művelődik, öntudatosodul. A népek életében nincs megállás, nincs pihenés. Amely nép nem tájékozódik a nagyvilág dolgai felől, az szükségképen lemarad a népek versenyében.” 

## A sportoló
A Budapesti Korcsolyázó Egylet (BKE) jéglabdázója és jégkorongozója (1927–1929), majd a Magyar Hockey Club (MHC) jégkorongozója 1930–1932). Egyúttal az MHC gyeplabdázója volt (1920–1939).
Jégkorongozóként csatárposzton játszott. A magyar férfi jégkorong-válogatott tagjaként 1927-ben nevezték a bécsi Európa-bajnokságra. Itt résztvevője volt a válogatott első hivatalos mérkőzésének. Magyarország az 1928. évi téli olimpiai játékokon is részt vett. Révay gróf tagja volt a Magyar jégkorong-válogatottnak (St. Moritz, 1928. február 11–19.). Ugyancsak tagja volt a jégkorong budapesti Európa-bajnokságán 6. helyen végzett magyar csapatnak (1929. január 28. – február 3.), a válogatott 10 mérkőzésén szerepelt (1927–1929).
Gyeplabdában a magyarországi bajnokcsapat tagja (1929, 1932) és kilencszeres magyar válogatott (1927–1939) volt. 

## Halála
Az 1945 áprilisában elkövetett Gyömrő környéki gyilkosságok egyik áldozata. – A gróf a háború végén, rossz anyagi körülmények közt, édesanyjával élt Budapesten. Úri faluban, anyai nagybátyjától (Szapáry József) örökölt és gyömrőieknek haszonbérletbe kiadott birtoka volt. Terve volt, hogy birtokából házhelyeket ad el gyömrőieknek. Ennek megvalósítására 1945. március elején Úriba ment, hogy megkapja a parcellázáshoz szükséges engedélyt. Valószínű, hogy akkor elhagyta birtokát, ahová csak később tért vissza. Április közepén, Úriban, gróf Coronini Jánoséknál mint vendég vacsorázott. A gyömrői kommunista rendőrök, a házigazdával együtt, akkor és ott tartóztatták le, onnan vitték el őket. Hét napon át „kihallgatták”, majd április 19-én mindkettőjüket meggyilkolták. – 1945 szeptemberében, amikor holttestük előkerült, az orvosszakértő, haláluk okaként, fejlövésből származó agyroncsolást állapított meg. – A gróf temetéséről két bátyja (gróf Révay István és gróf Révay János) gondoskodott.
„… az különböztette meg a többiektől, hogy arisztokratikus egyéniség volt, nem származásánál, hanem alkatánál fogva. Egyaránt kirítt a grófok és a burzsoák közül, a származásából és helyzetéből eredő, társadalmi határokat úgy lépte át, hogy észre sem vette. Minthogy természete, alkata, jelleme, gondolkodásmódja, érzésvilága, röviden: lénye a szó etikai értelmében nemes volt, minden csoportképződmény fölött állt. Nem tehetett róla. Semmi távolságot nem tartott, mégis, ha kissé meghittebb közelségbe került vele az ember, úgy érezte magát mintha magaslati levegőben lenne…” 
„Alakját, míg élt, finom valószínűtlenség lebegte körül. A finomság emberi lényéből áradt, az emberi jóságnak ritkán tapasztalható, kissé irreális felsőfokából. Valószínűtlensége olyan volt, mint minő az Eötvös József szabású arisztokratáké lehetett: a főrendé, aki… osztályon kívül maradva sokkal közelebb kerül az osztálynélküliség eszményéhez, mint a kisnemesek, polgárok és kispolgárok népes társasága… vibrált minden írásában a dialektika magas feszültsége… nem tudta realizálni azt… Mint aki bosszankodva észleli, hogy népes társaságban egymaga visel szmokingot: szerényen visszahúzódva, rangrejtve járt az emberek között. Mint filozófust ugyancsak az illúzióktól mentes emelkedettség, a végsőkig menő kritikai analízis jellemezte. Az illuzionista álmegoldások helyett inkább a dialektikus feszültségek nyugtalanító, de tiszta atmoszférájába űzte a problémákat. Későnérő, töprengő, örök távlatokra beállított tudós volt s emellett elsőrangú képességű festőművész. A művész életformáját hagyta ott a filozófus életformája kedvéért. A filozófuséért, akinek élete praeparatio ad mortem…” 
Gróf Révay József és édesanyja gróf Révay Simonné, született gróf Szapáry Ilma sírja a budapesti Farkasréti temető 17/2 számú parcellájában van. (A síremlék felirata: DR. RÉVAY JÓZSEF özv. RÉVAY SIMONNÉ) 
„A múlt nagyjairól úgy szoktunk megemlékezni, hogy teljesítményüket beállítjuk a magunk perspektívájába. Ez bizony sokszor nem méltányos: valamely teljesítményt idegen összefüggésekbe erőltetni – majdnem meghamisítással lehet egyértelmű. Nem méltó talán éppen filozófusról való megemlékezés alkalmával. Hiszen a filozófus éppen az időtlen, minden perspektíván felülemelkedő, egyetemes szempontot intendálja és igényli.”

## Műveiből

### Könyvek
- A megismerés antinómiája Kantnál. – Dolgozatok a Kir. Magy. Pázmány Péter Tudományegyetem philosophiai seminariumából 14., Budapest (1936)
- Az erkölcs dialektikája. – MTA, Budapest (1940)
- Az erkölcs dialektikája. – Pannon könyvek – Baranya m. Kvt., [Pécs] (1988)
- Kisnemesek Tajnán: Adatok egy felvidéki falu és egy társadalmi réteg történeti monográfiájához. – Magyar Egyetemista és Főiskolai Hallgatok Országos Szövetsége, Budapest (1942)
- Mások megértéséről. Esszék, tanulmányok; Kisnemesek Tajnán: Adatok egy felvidéki falu és egy társadalmi réteg történeti monográfiájához. – vál. Filep Tamás Gusztáv; a bev. tanulmányt írta Perecz László – Ister, Budapest (1999) – ISBN 963-85953-1-0

### Tanulmányaiból
- (1931) „A sport metafizikája”. – Századunk, 8. szám, 416–421. o.
- (1932) „A sport metafizikája”. – Századunk, 2. szám, 131–132. o.
- (1935) „Megjegyzések Spranger módszertanához. Kategória és típus”. – Athenaeum, 21. évf. 5–6. sz. 294–297. o.
- (1936) „A „nemzeti kisebbség” problematikájához”. – Apollo, V. kötet, 230–236. o.
- (1937) „Az igazságfogalom problémája”. – Athenaeum, 23. évf. 1–3. sz. 142–148. o.
- (1939) „Egy jobbágyközség sorsa a partikuláris időben és a kapitalizmus korában”. – Kelet Népe, V. évf. 4. sz. 1939, április, 219–229. o.
- (1941) „Polgári művelődés – paraszti művelődés”. – Sorsunk, 1–2. szám 59–70. o.
- (1943) „A kifejezés jelenségéről”. Lélektani Tanulmányok. – A Magyar Psychológiai Társaság Gyakorlati Lélektani Szakosztályának közleményeivel.(VI.) – A Királyi Magyar Pázmány Péter Tudományegyetem Lélektani Intézetének kiadása, 90–104. o.
- (1944) „Mások megértéséről”. Lélektani Tanulmányok. – A Magyar Psychológiai Társaság Gyakorlati Lélektani Szakosztályának közleményeivel.(VII.) – A Királyi Magyar Pázmány Péter Tudományegyetem Lélektani Intézetének kiadása, 7–28. o.
- (1945–1946) „Immoralizmus. Nietzsche születésének 100. évfordulójára”. – Athenaeum, 31–32. évf. 17–25. o.
- (1946) „A munka és a szórakozás lélektana”. – Lélektani tanulmányok. (VIII.) Ranschburg Pál emlékére. – A Pázmány Péter Tudományegyetem Lélektani Intézetének kiadása, 86–107. o.

### A Magyar Filozófiai Társaság vitaülései

#### Vitavezető
- Érték és valóság. A Magyar Filozófiai Társaság vitaülése 1939. április hó 25-én – Közlemény: Athenaeum, 25. évf. 1939, 4. sz. 275–293. o.
- A kantianizmus. A Magyar Filozófiai Társaság vitaülése. 1941. március 4-én – Közlemény: Athenaeum, 27. évf. 1941, 3. sz. 284–318. o.
- Etika. A Magyar Filozófiai Társaság vitaülése 1942. február 3-án – Közlemény: Athenaeum, 28. évf. 1942, 3. sz. 278–309. o.

#### A viták felszólaló résztvevője
- Somogyi József: Husserl fenomenológiájának kritikai méltatása. A Magyar Filozófiai Társaság vitaülése 1938. december hó 13-án – Közlemény: Athenaeum, 25. évf. 1939, 1–2. sz. 82–94. o.
- Joó Tibor: Mi a nemzet? A Magyar Filozófiai Társaság vitaülése 1939. november hó 14-én – Közlemény: Athenaeum, 25. évf. 1939, 5–6. sz. 377–396. o.
- Bencsik Béla: A megismerés problémája. A Magyar Filozófiai Társaság vitaülése 1940. január 9-én – Közlemény: Athenaeum, 26. évf. 1940, 2–3. sz. 138–156. o.
- Ivánka Endre: Arisztotelizmus. A Magyar Filozófiai Társaság vitaülése 1940. december 3-án – Közlemény: Athenaeum, 27. évf. 1941, 2. sz. 170–186. o.
- Brandenstein Béla, báró: A filozófia jövője. A Magyar Filozófiai Társaság vitaülése 1943. május 4-én – Közlemény: Athenaeum, 29. évf. 1943, 3–4. sz. 323–340. o.